# Sebastian Manhart (Pädagoge)
Sebastian Manhart (* 1970) ist ein deutscher Pädagoge und Hochschullehrer.

## Leben
Manhart schloss sein Magisterstudium in Geschichte, Wirtschaftswissenschaft und Soziologie 1998 an der Universität Bielefeld ab und wurde im selben Jahr wissenschaftlicher Mitarbeiter bei Jörn Rüsen am Lehrstuhl für Allgemeine Geschichte und Geschichtskultur an der Fakultät für das Studium fundamentale der Universität Witten/Herdecke. 2001 wechselte er als wissenschaftlicher Mitarbeiter bei Dirk Rustemeyer an den Lehrstuhl für Allgemeine Pädagogik der Universität Trier. Nach dem Abschluss des Promotionsverfahrens 2006 mit der Dissertation In den Feldern des Wissens: Studiengang, Fach und disziplinäre Semantik in den Geschichts- und Staatswissenschaften (1780 - 1860) in Witten/Herdecke wurde er 2007 Juniorprofessor für Allgemeine Pädagogik an der Universität Trier und vertrat dort 2012 eine Professur für Weiterbildung und Organisationspädagogik. 2017 erhielt er den Lehrpreis der Universität und wurde im selben Jahr wissenschaftlicher Mitarbeiter in der Abteilung Organisationspädagogik der Universität Trier.
Ab 2018 folgte die Vertretung einer Professur für Organisationspädagogik an der Universität der Bundeswehr München; seit 2021 ist er dort Professor für diesen Fachbereich.
Manhart veröffentlichte als Autor und Herausgeber neben Monografien zahlreiche Beiträge in Sammelbänden und Fachzeitschriften.

## Forschungsschwerpunkte
Seine Forschungsschwerpunkte sind Organisations- und Wissenschaftsgeschichte, Geschichte und Theorie pädagogischer Semantiken und Semiotik der Sinnbildung und Personengenese in organisierten und digitalisierten Kontexten.

## Veröffentlichungen (Auswahl)
- mit Karen van den Berg, Jörg van den Berg: Kein Ende. Skulpturenprojekte an jüdischen Landfriedhöfen von Christine Borland, Stefan Kern, Jörg Lenzlinger, Gerda Steiner, Thomas Locher, Richard Serra. Berlin 2003, ISBN 3-931659-41-0.
- In den Feldern des Wissens. Die Entstehung von Fach und disziplinärer Semantik in den Geschichts- und Staatswissenschaften (1780–1860). Würzburg 2011, ISBN 3-8260-3457-0.
- als Hrsg. mit Andreas Schröer, Stefan Köngeter, Christian Schröder, Thomas Wendt: Organisation über Grenzen. Jahrbuch der Sektion Organisationspädagogik. Wiesbaden 2021, ISBN 978-3-658-33378-2.